# Кавка, Иван
Иван Кавка (укр. Іван Кавка ; ок. 1869, с. Поляны Суровичные, Лемковщина (ныне Кросненский повят (Подкарпатское воеводство), Польша) — ?) — скульптор украинского происхождения.

## Биография
С детства отличался художественными способностями. С 10-летнего возраста обучался в Рыманувской школе резчиков, продолжил учёбу в Кракове та Будапеште.
Работал в Перемышле, с 1892 года — во Львове, с 1901 года — в Кракове. Принимал участие в скульптурном украшении интерьера греко-католического собора в Перемышле, отреставрировал Зигмунтовскую часовню в Кракове.
Произведения И. Кавки экспонировались во Львове: в ставропигийском институте Львовского Успенского братства (1892), на Галицкой краевой выставке (1894) и 1-й художественной выставке общества содействия развитию русского искусства (1900).
Создавал каменные надгробия, деревянные рельефы, статуэтки, продуманные структурно и тщательно обработанные в деталях композиции на исторические и религиозные темы. Отдельные работы хранятся в Национальном музее во Львове.

## Избранные работы
- Барельефы — «Положение Христа во гроб» (1890-е гг.), «Воссоединение» (1894);
- конная статуэтка «Богдан Хмельницкий»(1900).